# Marcela Guerty
Marcela Guerty (Argentina, 7 de junio de 1968) es autora de numerosos programas de la televisión argentina y galardonada con los premios: Martín Fierro, Trinidad Guevara y el premio de Argentores. Creadora y autora junto con Juan José Campanella de El Hombre de tu vida. 
Trabajó en el equipo de guionistas de  Son amores y El sodero de mi vida y fue autora de Culpables,  Soy Gitano, Padre Coraje, Son de Fierro, Señores papis, Alguien que me quiera, Hombres de Honor, Alma de hierro (México) y La Doña (Paraguay). En cine participó como autora en El día que me amen, Apasionados, Anita, Majuida y Elsa & Fred. Actualmente está trabajando en Santa Evita, serie de 8 capítulos que adapta la novela de Tomás Eloy Martínez, producida por Disney y Ventana Rosa para Star+ además fue pareja del compositor Lito Vitale con quien tuvo un hijo.

## Guionista
- Apasionados (2001, autora) Comedia Romántica. Film dirigido por Juan José Jusid. Éxito de taquilla con más de un millón de espectadores.
- Culpables (2001, autora) Comedia escrita con Juan José Campanella. Serie de 46 Episodios. 22 Pt. Rating. Prime Time. POL-KA Producciones y Canal 13. Premios Martín Fierro al guion y Martín Fierro de Oro.
- El sodero de mi vida (2001, Equipo de guionistas) (El Trece)
- Son amores (2002, Equipo de guionistas) (El Trece)
- Soy gitano (2003, autora) Telenovela 251 episodios. Rating 22 puntos. Prime Time. POL-KA Producciones y Canal 13.
- Elsa y Fred (2004, autora) (Dirigida por Marcos Carnevale)
- Padre Coraje (2004, autora) (El Trece)
- El día que me amen (2004, autora) Película protagonizada por Adrián Suar.
- Hombres de honor (2005, autora) (El Trece)
- Son de Fierro (2007, autora) (El Trece)
- Terminales (2008, Asesora literaria) (Unicable) (Canal 5)
- Alma de hierro (2009, autora) (El canal de las estrellas. adaptación de la telenovela argentina Son De Fierro
- Lo que el tiempo nos dejó (Mi mensaje, 2010, autora) (Telefe)
- El hombre de tu vida (2011-2012, autora) (Telefe)
- Señores Papis (2014, autora) (Telefe)
- Princesas rotas (2016, autora) (Obra teatral representada en El Galpón de Guevara)
- Reencuentros (2017, autora) - Especial de TV de Fundación Huésped para el día internacional del VIH. Canal 13 Prime Time.
- Generaciones (2018, autora) – “Generaciones” – Especial de TV de Fundación Huésped para el día Internacional del VIH. Canal 13 Prime Time.
- Santa Evita (Estreno 2022, autora) Serie de 7 Capítulos adaptación de la novela de Tomás Eloy Martínez producida por Star+ y Ventanarosa, la productora de Salma Hayek y dirigida por Rodrigo García Barcha.

## Actriz
- Primer amor (1992) - Verónica
- Picado fino (1993) - Alma
- Perla negra (1994) - Eva
- Nueve Lunas (1995)
- Montaña rusa (1996) - Marcela
- Milady, la historia continúa (1997) - Emilia Taylor
- Zunz (corto, 1997)
- Anita (2009)
- Rompecabezas (2009) - Susana
- Señores Papis (2014) - Giselle
- Historia de un clan (2015)
- El apego (2021)
- Santa Evita (2022) - Adela

## Teatro
- Parque Lezama (2013) - Clara[1]
- Tarascones (2017 a 2019)
- Sobre Mirjana y los que la rodean (2017) - Ankica[2]
- Gaviota (2023) - Trigorin[3]